# Trashigang (Distrikt)
Trashigang (བཀྲ་ཤིས་སྒང) ist einer der 20 Distrikte von Bhutan. In diesem Distrikt leben etwa 45.518 Menschen (Stand: 2017). Das Gebiet Trashigang umfasst 3066,9 km². 
Die Hauptstadt des Distrikts ist das gleichnamige Trashigang.
Der Distrikt Trashigang ist wiederum eingeteilt in 15 Gewogs:
- Bartsham Gewog
- Bidung Gewog
- Kanglung Gewog
- Kangpara Gewog
- Khaling Gewog
- Lumang Gewog
- Merak Gewog
- Phongmey Gewog
- Radhi Gewog
- Sakten Gewog
- Samkhar Gewog
- Shongphu Gewog
- Thrimshing Gewog
- Uzorong Gewog
- Yangneer Gewog

## Wirtschaft
Im Distrikt Trashigang werden landwirtschaftlich vor allen Dingen Reis und Lavendel produziert. Der Distrikt war ein Teil der wichtigen Handelsroute zwischen Assam und Tibet und zählt noch immer als wichtige Verbindung zum wirtschaftlichen Handel mit Indien. Im Distrikt liegt der Flughafen Yongphulla.